# 小行星7571
小行星7571（英語：7571 Weisse Rose）是一颗围绕太阳公转的小行星。1989年3月7日，佛蒙特·伯根在陶腾堡发现了此天体。
这颗小行星的绝对星等为155.8505806080513等。